# バブルジャンパーズ&ホイールチェアクイーン
『バブルジャンパーズ&ホイールチェアクイーン』は、2019年公開の日本の短編映画。岩崎友彦監督、真魚、古矢航之介主演。
2019年3月7日、ゆうばり国際ファンタスティック映画祭2019のゆうばりチョイス部門でワールドプレミア上映され、同年5月20日より、LOFT9 Shibuyaのミニシアター「CINEMA9」での企画「インディーズ・シアター“ワンコイン”」第2弾として上映された。

## ストーリー
超人スポーツの研究にあたる学生の青田（古矢航之介）らは、ゾーブをかぶり、ジャンピングシューズを履いた出で立ちで「バブルジャンパーズ」として活動する。しかし、周囲から変わり者扱いを受け、結果が出ず、予算もかさんでいることから、研究打ち切りの危機に追い込まれてしまう。理事長の酒徳（岩崎友彦）から、バリアフリーに関連した研究に取り組んでみてはどうかと提案を受けたのち、華麗なホイールさばきの車椅子女子高生・夏美（真魚）を見かけた青田は、ハイパー車椅子の乗り手として夏美に研究への参加を呼びかける。断れ続けながらも青田は必死に参加を頼み込み続ける。

## キャスト
- 夏美：真魚
- 青田：古矢航之介
- 重田：前田祐樹
- 山口：真砂豪
- 涼子：森脇なな
- 北条：三重けんた
- 学部事務長（声）：小林でび
- 教授（声）：かげやましゅう
- 学部長（声）：吉田康弘
- 酒徳：岩崎友彦
- 女子高生：山田笑李菜、愛鈴
- 学生たち：レオナルド近藤、中藤契、齋藤侑士

## スタッフ
- 撮影：吉田康弘
- 録音：内田剛史
- 撮影助手：杉崎智久
- 音楽：hoto-D
- ホンダZ提供：河野智樹
- 衣装：ラトゥ・アンジャニ
- メイキング：センディカ・ルスフィータ、布施洋平
- プロダクションマネージャー：合アレン
- キャスティング協力：プレミアムエンターテイメント
- 協力：KDDI、中村伊知哉、古川享、安藤良一、足立洋、北田一喜、中田雄一郎、金子恵太、岩田直之、佃光、上田慎一郎、野火明、JMT、雪野あゆみ、超人スポーツ協会
- ロケ地協力：埼玉県/SKIPシティ 彩の国ビジュアルプラザ、ネオライフ
- 脚本・監督・編集：岩崎友彦
- 製作総指揮：マシモ・ブルハヌディン